# Eliduro
Eliduro detto "Il ligio al dovere" (in inglese Eildure the Dutiful, in gallese Elidyr; fl. III secolo a.C.) fu, secondo la Historia Regum Britanniae di Goffredo di Monmouth, un re leggendario della Britannia.
Era il terzo figlio di re Morvido e fratello di Gorboniano, Archigallo, Ingenio e Pereduro.
Eliduro salì sul trono dopo la deposizione del fratello Archigallo. Cinque anni dopo scoprì che il fratello vagava nella foresta di Calaterio e lo andò a cercare. Dopo averlo riabbracciato, lo portò in segreto in una città vicina. Fingendo di avere una malattia, ordinò a tutti i nobili di fargli visita in quella città. Una volta là, sotto la minaccia della pena di morte ordinò a tutti loro di rinnovare la fedeltà ad Archigallo. Fatto ciò, Eliduro portò Archigallo a York, rinunciando alla corona a rimettendo sul trono il fratello. Per questo fu soprannominato il ligio al dovere.
Dieci anni dopo, Archigallo morì ed Eliduro salì di nuovo sul trono. Dopo alcuni anni, i due fratelli più giovani, Ingenio e Pereduro, lo attaccarono con i loro eserciti e lo chiusero in una torre a Trinovantum (Londra), dove rimase per oltre sette anni.
Quando Pereduro morì, il trono ritornò a Eliduro per la terza volta. Dopo un breve regno, caratterizzato da giustizia e virtù, Eliduro morì e a lui successe il figlio di Gorboniano.